# Parodia sellowii
Parodia sellowii ist eine Pflanzenart aus der Gattung Parodia in der Familie der Kakteengewächse (Cactaceae). Das Artepitheton sellowii ehrt den deutschen Gärtner und Naturforscher Friedrich Sellow.

## Beschreibung
Parodia sellowii wächst meist  einzeln. Die hell- bis dunkelgrünen, niedergedrückt kugelförmigen oder kugelförmigen bis kurz zylindrischen, manchmal scheibenförmigen Triebe erreichen Wuchshöhen von bis zu 20 Zentimeter und Durchmesser von 15 Zentimeter (selten bis 33 Zentimeter). Der Triebscheitel ist bewollt und gelegentlich niedergedrückt. Die 17 bis 22 (selten bis 25) hohen Rippen sind scharfkantig. Die auf ihnen befindlichen Areolen stehen 1,5 bis 2 Zentimeter  voneinander entfernt. Der meist einzelne abstehende Mitteldorn, der auch fehlen kann, ist etwas stärker als die Randdornen und weist Längen von bis zu 2 Zentimeter auf. Die vier bis zwölf pfriemlichen gelblichen Randdornen sind gerade oder zurückgebogen und ebenfalls bis zu 2 Zentimeter lang.
Die zitronengelben bis goldgelben Blüten erreichen Längen von 4 bis 5 Zentimeter und ebensolche Durchmesser. Die Basis ihres Schlundes ist rötlich bis rot. Ihr Perikarpell und die Blütenröhre ist mit weißer Wolle und einigen Borsten besetzt. Die Narben sind dunkelrot. Die keulenförmigen verlängerten fleischigen Früchte sind rötlich bis purpurfarben und nur seltener weiß. Sie weisen Längen von bis zu 1 Zentimeter auf. Die Früchte enthalten helmförmige schwarze Samen von bis zu 1 Millimeter Länge, die gehöckert sind.

## Verbreitung und Systematik
Parodia sellowii ist im brasilianischen Bundesstaat Rio Grande do Sul, in Uruguay, in den argentinischen Provinzen Entre Ríos, Córdoba, Buenos Aires, La Pampa und Río Negro sowie in Zentral-Kolumbien verbreitet.
Die Erstbeschreibung als Echinocactus sellowii durch Heinrich Friedrich Link und Christoph Friedrich Otto wurde 1827 veröffentlicht. David Richard Hunt stellte die Art 1997 in die Gattung Parodia. Weitere nomenklatorische Synonyme sind Malacocarpus sellowii (Link & Otto) K.Schum. (1890, unkorrekter Name ICBN-Artikel 11.4), Echinocactus acuatus var. sellowii (Link & Otto) Speg. 1905, Wigginsia sellowii (Link & Otto) F.Ritter (1979) und Notocactus sellowii (Link & Otto) S.Theun. (1981). Es sind zahlreiche weitere Synonyme bekannt.

## Nachweise